# Lipotaxia rotundata
Lipotaxia rotundata är en fjärilsart som beskrevs av William Schaus 1901. Lipotaxia rotundata ingår i släktet Lipotaxia och familjen mätare. Inga underarter finns listade i Catalogue of Life.